# Giovanny Urshela
Giovanny Urshela Salcedo (Cartagena de Indias, 11 de octubre de 1991) es un jugador colombiano de béisbol profesional que juega para Atlanta Braves de la MLB, su posición es tercera base.
En el 2008 cursaba su último grado en Comfenalco - Cartagena, pero se retiró de sus estudios porque Urshela fue firmado por los Indios de Cleveland como agente libre internacional en julio de 2008  sin obtener su diploma de bachiller en la Ciudad Escolar Comfenalco. Y el 11 de diciembre de 2019 Giovanny Urshela, con 18 años, la Ciudad Escolar Comfenalco le concede el título de bachiller académico.

## Carrera en la MLB

### Indios de Cleveland

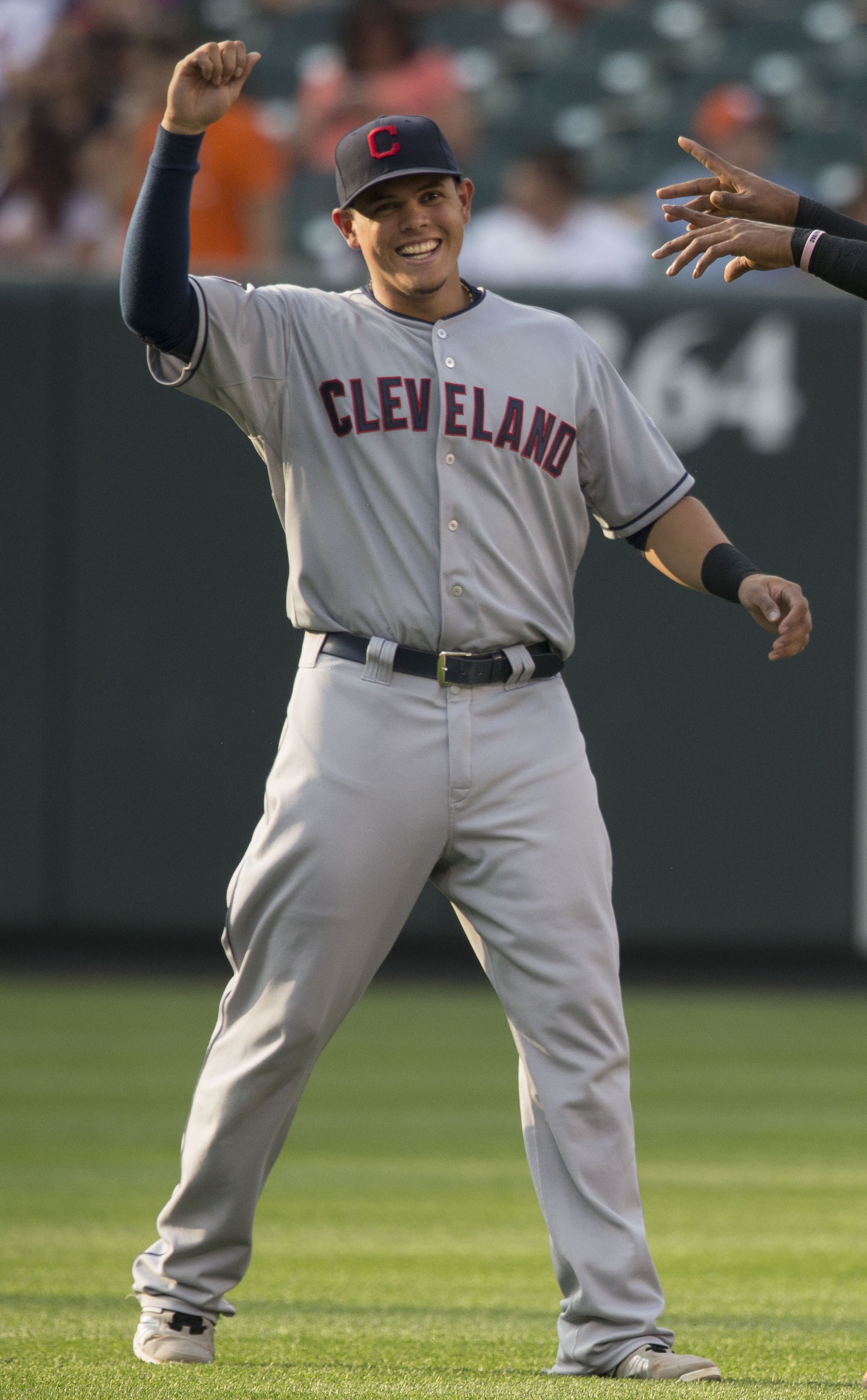
Urshela con los Indios de Cleveland.

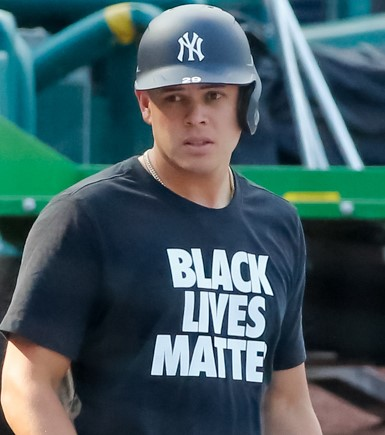
Gio Urshela en un entrenamiento con los Yankees de Nueva York en el 2020.

Urshela fue firmado por los Indios de Cleveland como agente libre internacional en julio de 2008. En 2009 jugó en la Liga Dominicana de Verano con el filial de los Indios de Cleveland y con el Arizona League Indians en ligas menores. De 2010 a 2013, Urshela jugó una temporada cada uno para los Mahoning Valley Scrappers de la Clase A - Temporada Corta Liga de Nueva York - Penn, Lake County Captains de la Clase A de la Liga del Medio Oeste, Carolina Mudcats de la Clase A Avanzada de la Liga de Carolina, Akron Eros de la Clase Doble A en la Liga del Este, Antes de la temporada 2013 jugó para la Selección de béisbol de Colombia en los clasificatorios para el Clásico Mundial de Béisbol de 2013.
Comenzó el año 2014 con Akron RubberDucks y fue promovido al Columbus Clippers en Triple-A Liga Internacional. Después de la temporada 2014 los Indios de Cleveland lo agregaron a su lista de 40 jugadores. Fue nombrado el cuarto mejor prospecto de los Indios por MLB.com en 2015.
Urshela comenzó la temporada 2015 con Columbus Clippers. Fue llamado a las ligas mayores el 8 de junio de 2015. Consiguió su primer hit en las Grandes Ligas, un sencillo, y el primer home run en un mismo juego contra el Marineros de Seattle el 11 de junio de 2015.
En 2017 volvió a jugar con en el equipo de Ligas Mayores disputando 67 juegos, anotando 14 carreras, 35 hits, 7 dobles y 1 home run para un porcentaje de bateo de .224, su equipo llegó a la postemporada siendo eliminado por los Yankees de Nueva York en serie 3-2 luego de haber liderado 2-0.

### Azulejos de Toronto
El 9 de mayo de 2018 fue intercambiado por los Indios de Cleveland a los Azulejos de Toronto, actúa en 19 juegos con un promedio al bate de .233 con 10 hits entre ellos un cuadrangular y tres impulsadas.

### Yankees de Nueva York
El 4 de agosto de 2018 fue intercambiado por los Azulejos a los Yankees, siendo asignado al Scranton/Wilkes-Barre RailRiders, un equipo de la liga menor afiliado Triple-A de los Yankees. 
El 1 de febrero de 2019 fue invitado fuera del roster al spring training, siendo llamado el 6 de abril de ese mismo año por el lesionado Miguel Andújar logrando un rendimiento destacado. Esta temporada se convierte en la sensación en los "Mulos del Bronx" al batear para .314 en 132 juegos con 139 hits entre ellos 21 cuadrangulares superando la marca para un colombiano que tenía Orlando Cabrera con 17, impulsa 74 carreras. En postemporada llegan hasta la Serie de Campeonato pero son vencidos en seis juegos por los Astros de Houston.
En el 2020 por la pandemia del Covid-19 se reduce los juegos a solamente 60 en la temporada, Urshela actúa en 43 juegos con promedio al bate de .298 con 45 hits entre ellos seis cuadrangulares y 30 impulsadas. El equipo llega hasta la Serie Divisional pero son vencidos en cinco juegos por los Rays de Tampa Bay. Urshela se somete a cirugía al finalizar la temporada en el codo derecho.

### Mellizos de Minnesota
El 13 de marzo de 2022 se presenta un cambio entre Minnesota y Nueva York, los neoyorquinos envían a Urshela junto a Gary Sánchez para Minnesota por Josh Donaldson, Ben Rortvedt y Isiah Kiner-Falefa.

### Angelinos de Los Ángeles
El 18 de noviembre de 2022 los Angelinos de Los Ángeles anuncian la adquisición de Urshela por el lanzador de ligas menores Alejandro Hidalgo.
Por una lesión en la pelvis izquierda Urshela se pierde el resto de la temporada del 2023.

### Tigres de Detroit
Urshela acuerda con los Tigres por una temporada por US$1.500.000 más incentivos. Urshela es designado para asignación después liberado por Detroit.

### Bravos de Atlanta
Tras lesión del tercera base titular Austin Riley, Atlanta firma a Urshela.

### Atléticos de Oakland
Urshela firma como agente libre con los Atléticos.

## Números usados en las Grandes Ligas
- 39 Cleveland Indians (2015-2017)
- 3 Toronto Blue Jays (2018)
- 29 New York Yankees (2019-2021)
- 15 Minnesota Twins (2022)
- 10 Los Angeles Angels (2023)
- 13 Detroit Tigers (2024)
- 9 Atlanta Braves (2024)

## Estadísticas de bateo en Grandes Ligas
Ha jugado para tres equipos en la Liga Americana.
| Año   | Equipo             | Liga | Juegos | VB   | C   | Hits | HR | CI  | BA   |
| ----- | ------------------ | ---- | ------ | ---- | --- | ---- | -- | --- | ---- |
| 2015  | Cleveland Indians  | AL   | 81     | 267  | 25  | 60   | 6  | 21  | .225 |
| 2017  | Cleveland Indians  | AL   | 67     | 156  | 14  | 35   | 1  | 15  | .224 |
| 2018  | Toronto Blue Jays  | AL   | 19     | 43   | 7   | 10   | 1  | 3   | .233 |
| 2019  | New York Yankees   | AL   | 132    | 442  | 73  | 139  | 21 | 74  | .314 |
| 2020  | New York Yankees   | AL   | 43     | 151  | 24  | 45   | 6  | 30  | .298 |
| 2021  | New York Yankees   | AL   | 116    | 420  | 42  | 112  | 14 | 49  | .267 |
| 2022  | Minnesota Twins    | AL   | 144    | 501  | 61  | 143  | 13 | 64  | .285 |
| 2023  | Los Angeles Angels | AL   | 62     | 214  | 22  | 64   | 2  | 24  | .299 |
| 2024  | Detroit Tigers     | AL   | 92     | 300  | 25  | 73   | 5  | 37  | .243 |
| 2024  | Atlanta Braves     | NL   | 36     | 132  | 9   | 35   | 4  | 15  | .265 |
| TOTAL |                    |      | 792    | 2626 | 302 | 716  | 73 | 332 | .273 |

## Ligas Invernales
Equipos en los que actuó por las diferentes Ligas Invernales.
| Equipo                   | Liga                                                               | País                               | Temporada |
| ------------------------ | ------------------------------------------------------------------ | ---------------------------------- | --------- |
| Tigres de Cartagena      | Liga Profesional de Béisbol Colombiano                             | Bandera de Colombia                | 2009-10   |
| Tigres de Cartagena      | Liga Profesional de Béisbol Colombiano                             | Bandera de Colombia                | 2011-12   |
| Tigres de Cartagena      | Liga Profesional de Béisbol Colombiano                             | Bandera de Colombia                | 2013-14   |
| Águilas del Zulia        | Liga Venezolana de Béisbol Profesional                             | Bandera de Venezuela               | 2014-15   |
| Águilas del Zulia        | Liga Venezolana de Béisbol Profesional                             | Bandera de Venezuela               | 2016-17   |
| Tigres del Licey         | Liga de Béisbol Profesional de la República Dominicana             | Bandera de la República Dominicana | 2018-19   |
| Tigres de Cartagena      | Liga Profesional de Béisbol Colombiano                             | Bandera de Colombia                | 2022-23   |
| Caimanes de Barranquilla | Liga Profesional de Béisbol Colombiano                             | Bandera de Colombia                | 2023-24   |
| Tigres del Licey         | Liga de Béisbol Profesional de la República Dominicana (Semifinal) | Bandera de la República Dominicana | 2023-24   |

## Liga Colombiana de Béisbol Profesional
Jugó para Tigres de Cartagena en las temporada 2009-10, 2011-12 y 2013-14.

### Logros
- Campeón: 2013-14 (Tigres), 2023-24 (Caimanes)
- Subcampeón: 2012-13 (Tigres)
- Novato del año: 2009-10 (Tigres)

### Estadísticas de bateo en Colombia
| Año     | Equipo                   | VB  | C  | Hits | HR | CI | BA   |
| ------- | ------------------------ | --- | -- | ---- | -- | -- | ---- |
| 2009-10 | Tigres de Cartagena      | 96  | 10 | 27   | 0  | 6  | .281 |
| 2011-12 | Tigres de Cartagena      | 79  | 9  | 17   | 0  | 4  | .215 |
| 2013-14 | Tigres de Cartagena      | 125 | 21 | 30   | 6  | 23 | .240 |
| 2022-23 | Tigres de Cartagena      | 13  | 0  | 2    | 0  | 1  | .154 |
| 2023-24 | Caimanes de Barranquilla | 39  | 5  | 11   | 0  | 5  | .282 |
| Total   |                          | 352 | 45 | 87   | 6  | 39 | .347 |